# Sarby (Przeworno)
Sarby (deutsch Schreibendorf) ist ein Ort in der Landgemeinde Przeworno (Prieborn) im Powiat Strzeliński der Woiwodschaft Niederschlesien in Polen.

## Lage
Sarby, das vom Krynbach (polnisch Krynka) durchflossen wird, liegt etwa 18 Kilometer südöstlich von Strzelin (Strehlen).
Nachbarorte sind Głowaczów im Norden, Mników (Münchhof) im Südwesten, Wieliczna (Wilme) im Nordosten, Jagielno (Deutsch Jägel) im Südosten.

## Geschichte

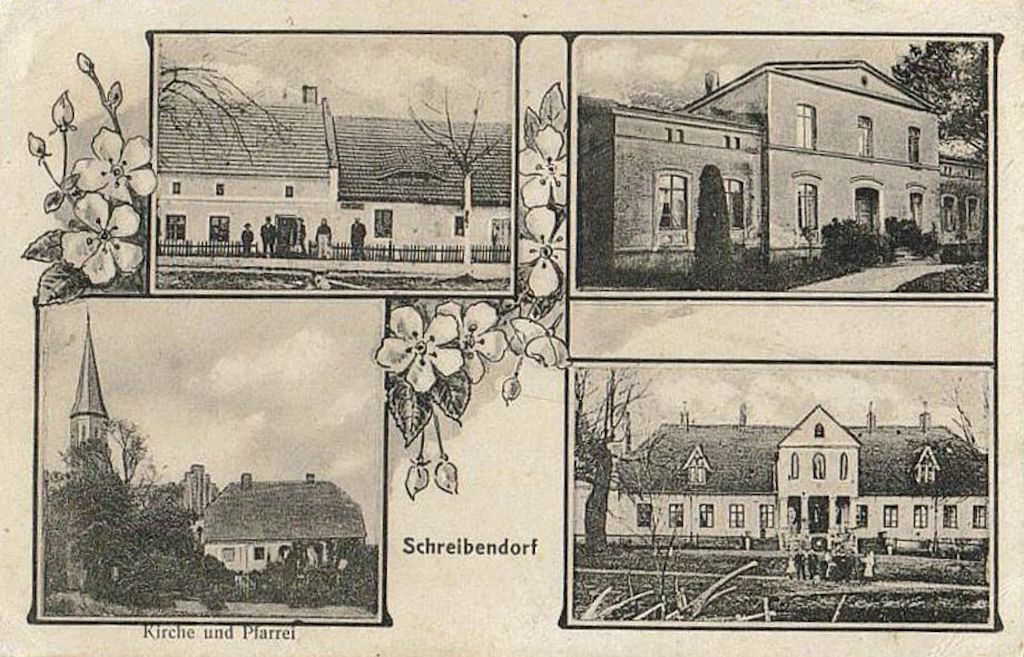
Bildpostkarte aus der Zeit vor 1939

Ortsnamen wie Schreibendorf oder Schreibersdorf sind nur im schlesischen Großraum anzutreffen. Solche Ortsnamen deuten darauf hin, dass die Gründer dieser mittelalterlichen Siedlungen herzogliche Beamte wie Notare, Protonotare oder Kanzler waren.
Die Ortsgründung lässt sich bis ins 13. Jahrhundert zurückverfolgen.
Die früheste urkundliche Erwähnung als Sccribochov (sicherlich die spätere Gemeinde Mittel-Schreibendorf) stammt aus dem Gründungsbuch (Buch I, fol. 11r., Abschnitt Incipit ratio donationis de Skaliz) des Klosters Heinrichau. Es wird hier eine Feldmark beschrieben, die von Alt Heinrichau (Stary Henryków) bis nach eben Schreibendorf verlief. Als Zeitangabe (28. Mai 1227) wird die gerade vollzogene Verlegung des Konvents ins Kloster Heinrichau dabei vermerkt.
Ein weiterer Text aus derselben Quelle (Buch I, fol. 19'–20) verweist erneut auf ein Schreibendorf: 1238, noch in der Regierungszeit Herzogs Heinrich I., versprach dessen Notar Konrad von Röchlitz den Ort „Scribersdorf“ nach seinem Tod dem Kloster Heinrichau zu vererben. In seinem im folgenden Jahr verfassten Testament, beurkundet von Herzog Heinrich II., vermachte er Schreibendorf jedoch an seinen Neffen Boguslaw; als Entschädigung dafür erhielt das Kloster ein Waldstück von 50 Hufen, auf dem später zum Teil das Dorf Schönwalde im Herzogtum Münsterberg entstand.
Die Frage, welches Schreibendorf hier vererbt wurde, beschäftigt die schlesischen Mediävisten seit mehr als 100 Jahren. Nach Pfitzner (S. 318) und Irgang (S. 340) ist hier tatsächlich das Schreibendorf im Kreis Strehlen gemeint. Stenzel (S. 49, Anm. 107) und Grünhagen (S. 232) hingegen vermuten, dass es sich um den kleinen Weiler Schreibersdorf (später zu Raudnitz (poln. Rudnica) eingemeindet) unweit von Schönewalde handelt. Konrad lässt sich bereits 1224 urkundlich nachweisen, und seinem Neffen Boguslaw gehörte als Graf von Strehlen auch Prieborn, zu dem das heutige polnische Sarby als Landgemeinde zugeordnet ist. Wahrscheinlich muss daher Konrad von Röchlitz letztlich als Gründer des Waldhufendorfes am Krynbach vor 1227 angesehen werden. Urkundlich erneut erwähnt wurde der Ort um 1305 im Breslauer Zehntregister Liber fundationis episcopatus Vratislaviensis „Sarb sive Schribersdorf.“
Schreibendorf gehörte zum Herzogtum Brieg und fiel 1675 als erledigtes Lehen durch Heimfall an Böhmen. Nach dem Ersten Schlesischen Krieg fiel es mit dem größten Teil Schlesiens an Preußen. Seit 1818 gehörte es zum Landkreis Strehlen, mit dem es bis 1945 verbunden blieb.
Bereits am Anfang des 14. Jahrhunderts findet sich eine Aufteilung in Ober- und Nieder-Schreibendorf. Das Dorf bestand später zeitweise aus vier Gemeinden: (von Süden nach Norden): Ober- und Nieder-, davon etwas entfernt, Mittel- und Unter-Schreibendorf. Die letztere Gemeinde war erst am 31. Juli 1832 von Nieder-Schreibendorf abgetrennt worden. Am 30. September 1928 wurde u. a. Mittel– an Unter-Schreibendorf sowie Nieder– an Ober-Schreibendorf angeschlossen. Letztlich erfolgte der Zusammenschluss von Unter- und Ober- zur neuen Gemeinde Schreibendorf am 1. April 1938.
Die Besitzverhältnisse in der Neuzeit bis zum Zweiten Weltkrieg lassen sich wie folgt skizzieren:
| Ober Schreibendorf   | 1540– etwa 1620 Familie von Eckwricht, 1720–1744 von Langenau, 1744–1778 Preußen (zeitweise gingen Erträge durch Verpachtung dabei an das Hedwigstift in Brieg), 1778–1790 von Gruttschreiber bzw. Graf Henckel von Donnersmarck, 1835–1840 Heller, 1855–1857 Sieber, 1859–1890 Frank, 1894–1905 Freiherr von Dalwigk–Lichtenfels, ab 1910–1945 Grafen von Ballestrem.                                           |
| Mittel Schreibendorf | 1540 Familie von Eckwricht, 1570–1610 Sebottendorf, 1644 von Dahm, 1693–1720 von Brauchitsch, 1740–1899 von Gaffron, 1899–1905 Freiherr von Dalwigk–Lichtenfels, ab 1910 Grafen von Ballestrem |
| Nieder Schreibendorf | 1540– etwa 1620 von Eckwricht, 1720 Freiherr von Trach, 1769–1770 von Mücheln, 1777–1790 von Thielau, 1790 von Dallwitz, 1791–1794 von Klimkowsky, 1794–1805 von Gaffron, 1805–1812 von Ohlen, 1812–1822 von Stössel, 1823–1831 von Ohlen, 1831 von Gaffron, 1832–1840 Heller, 1855–1857 Lewison, 1865–1875 Weymann, 1891–1901 Kusche, 1903–1905 Freiherr von Dalwigk–Lichtenfels, ab 1910 Grafen von Ballestrem |

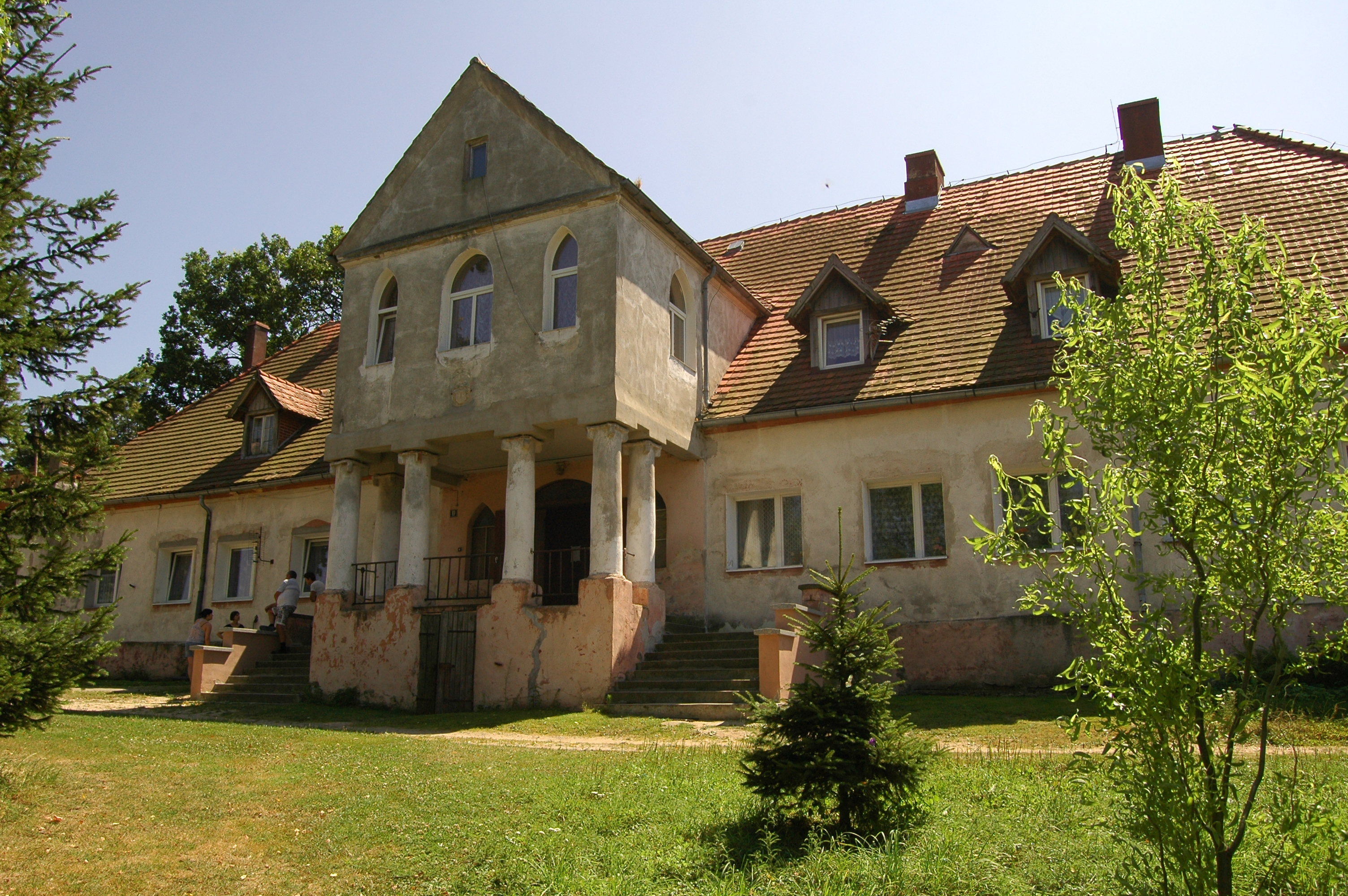
Schloss

Seit dem jeweiligen Übergang der Güter an die Familie von Dalwigk–Lichtenfels bzw. anschließend von Ballestrem waren sie Bestandteil der Herrschaft Deutsch Jägel.
Gegen Ende des Zweiten Weltkriegs wurde die Region im Frühjahr 1945 von der Roten Armee besetzt. Nach Kriegsende wurde die Ortschaft zusammen mit dem größten Teil Schlesiens von der Sowjetunion unter polnische Verwaltung gestellt. Schreibendorf wurde daraufhin in Sarby umbenannt. Es begann nun die Zuwanderung polnischer Migranten. In der Folgezeit wurden die deutschen Ortsansässigen größtenteils von der örtlichen polnischen Verwaltungsbehörde aus Schreibendorf vertrieben. Die neu angesiedelten Bewohner waren teilweise Zwangsumgesiedelte aus Ostpolen, das an die Sowjetunion gefallen war.
Sarby wurde zunächst der Woiwodschaft Schlesien zugeordnet, danach gehörte es bis 1975 zur Woiwodschaft Breslau, danach bis 1998 zur Woiwodschaft Wałbrzych (Waldenburg) und seit 1999 zur Woiwodschaft Niederschlesien.

## Demographie
| Jahr | Einwohnerzahl | Anmerkungen |
| ---- | ------------- | --- |
| 1785 | 427           | |
| 1852 |               | davon 405 in Mittel-Schreibendorf, 127 in Nieder-Schreibendorf, 220 in Ober-Schreibendorf und 224 in Unter-Schreibendorf |
| 1867 | 845           | am 3. Dezember, davon 371 in Mittel-Schreibendorf, 90 in Nieder-Schreibendorf, 135 in Ober-Schreibendorf und 249 in Unter-Schreibendorf, ohne Gutsbezirk Nieder-Schreibendorf (30 Einwohner) und Gutsbezirk Ober-Schreibendorf (63 Einwohner) |
| 1871 | 970           | Ober-Schreibendorf, Mittel-Schreibendorf und Nieder-Schreibendorf nach anderen Angaben 828 Einwohner, davon 367 in Mittel-Schreibendorg (265 Evangelische, 102 Katholiken), 81 in Nieder-Schreibendorf (36 Evangelische, 45 Katholiken), 132 in Ober-Schreibendorf (60 Evangelische, 72 Katholiken) und 248 in Unter-Schreibendorf, ohne Gutsbezirk Nieder-Schreibendorf (35 Einwohner, davon zehn evangelisch, 25 katholisch) und Gutsbezirk Ober-Schreibendorf(75 Einwohner, davon 27 evangelisch, 48 katholisch) |
| 1901 | 671           | |
| 1910 | 507           | am 1. Dezember, davon 214 in Mittel Schreibendorf, 61 in Nieder Schreibendorf, 80 in Ober Schreibendorf und 152 in Unter-Schreibendorf, ohne Gutsbezirk Mittel Schreibendorf (56 Einwohner), Gutsbezirk Nieder Schreibendorf (27 Einwohner) und Gutsbezirk Ober Schreibendorf (69 Einwohner) |
| 1913 | 659           | |
| 1933 | 696           | [ 16 ] |
| 1939 | 677           | [ 16 ] |
| 1941 | 708           | |

## Kirche

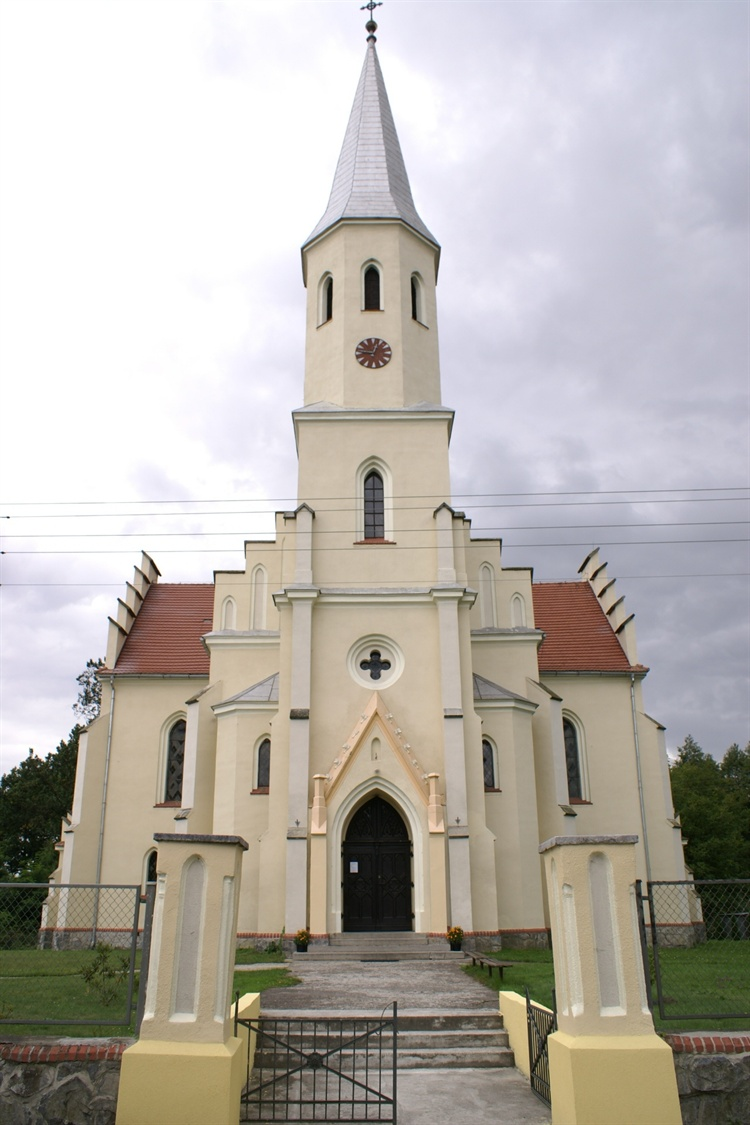
Pfarrkirche

Die Kirche in Mittel Schreibendorf wurde erstmals 1335 im Zehntregister des Nuntius Galhardus erwähnt. Der älteste Teil stammte vermutlich noch aus dem 13. Jahrhundert. Das Gebäude wurde mehrfach vergrößert (1683 u. 1781), behielt dabei aber nur einen hölzernen Turm. Aufgrund des schlechten Bauzustandes wurde von staatlichen Stellen 1878 ein Neubau angeordnet. Nach Abbruch der alten Kirche entstand an selber Stelle zwischen 1883 und 1884 ein wesentlich größerer Massivbau.
1418 lässt sich ein Pfarrer Matthaeus in Schreyberdorff, Archipresbyterat Strehlen, nachweisen. Im Verlauf der Reformation wurde die Kirchengemeinde um 1530 evangelisch, behielt auch bis 1575 einen eigenen Pfarrer und wurde anschließend Filialkirche von Weigelsdorf im Weichbild Münsterberg. Der Westfälische Friedensvertrag ermöglichte es dem Kaiser bzw. dem böhmischen Landesherrn, die Rekatholisierung im Fürstentum Münsterberg durchzuführen. Eine kaiserliche Kommission beschlagnahmte 1653 die Weigelsdorfer Kirche. Der evangelische Geistliche verlegte daraufhin den Pfarrsitz nach Schreibendorf. Damit wurde die Kirche in Schreibendorf – da sie im Fürstentum Brieg lag – zu einer bedeutenden Zufluchtskirche. Viele Protestanten aus Oberschlesien (beispielsweise aus den späteren Kreisen Falkenberg, Neustadt und Leobschütz) und Niederschlesien (hier vor allem die Stadt Münsterberg und deren Umfeld) ließen sich hier trauen, aber auch ihre Kinder taufen und nahmen am Abendmahl (jährlich bis zu 7000 Personen) teil. Selbst adlige evangelische Familien aus Böhmen kamen nach hier. Erst nach Ende der Gegenreformation, zu Beginn der preußischen Zeit wurde die Kirche wieder zur einfachen Landpfarrei. Letzter deutscher Pfarrer war seit 1927 Ulrich Bunzel (1890–1972), unter dem Patronat der katholischen Gutsherrschaft, der 1946 noch evangelischer Dekan von Mittelschlesien wurde. Die Kirche ist seit Ende des Zweiten Weltkrieges polnisch-katholische Filialkirche von Gläsendorf (poln. Szklary), Kreis Grottkau (nun der 'Geburt der seligen Jungfrau Maria' geweiht) und untersteht dem Bistum Opole. Es gab schon früh eine evangelische Schule. 1827 entstand ein größerer Neubau. Eine katholische Schule wurde erst 1865 errichtet. Der Friedhof befand sich zunächst an der Kirche, wurde 1879 verlegt und später noch mehrfach erweitert.
An der Kirche befinden sich folgende Grabsteine (siehe externe Links):
| 1. Figurengrabmal für Caspar von Sebottendorf und Kunern auf Merzdorf (1549–1603), Wappen (jeweils von heraldisch rechts nach links): Sebottendorf, Knobelsdorf, Sterzt, Niemitz |
| 2. Figurengrabmal für Caspar von Sebottendorf (vermutlich auf Schreibendorf) (1582–1610), Wappen: Sebottendorf u. Niemitz |
| 3. Grabplatte für Hans Ernst von Lohenstein (1675–1742, mit Wappen), seiner Frau Anna Elisabeth von Seydlitz (1678–1740, mit Wappen), deren Tochter Juliane Elisabeth (1717–1746), verheiratete von Gaffron, und deren Kindern Christian Hartlieb (1740), ungetaufter Sohn (1743) u. Christiane Juliane Elisabeth (1743–1744) |
| 4. Grabplatte für Juliane von Gaffron, Wappen: Erasmus Alexander von Redern und Probsthayn (I. Ehemann), Gaffron, Adam Hannibal von Kohlha(u)s–Lehnhaus (II. Ehemann) |
| 5. Grabplatte für Max Palle von Gaffron und Oberstradam, Wappen: Gaffron, das mütterliche von Christine Charlotte (von) Trolle aus schwedisch-dänischem Adel |

## Persönlichkeiten
- Hans Joachim Iwand (1899–1960), evangelischer Theologe, in Schreibendorf geboren